# Bois d'Arc (Kansas)
Pour les articles homonymes, voir Bois d'arc (homonymie).
Bois d'Arc est une zone non-incorporée située dans le comté de Butler, dans l'État du Kansas aux États-Unis.
Bois d'Arc constitue un territoire faiblement peuplé qui ne dépend d'aucune municipalité. Le village de Bois d'Arc est administré par une commission du comté. 
Son appellation lui vient des Amérindiens de la Nation Osages qui utilisaient l'expression française "bois d'arc", à l'époque de la Nouvelle-France et de la Louisiane française, pour désigner l'oranger des Osages, arbre à partir duquel ils fabriquaient leurs arcs.
Un bureau de poste fut créé le 21 décembre 1892, mais fut fermé le 31 mars 1904.